# Rugathanas
Rugathanas is een geslacht van kreeftachtigen uit de klasse van de Malacostraca (hogere kreeftachtigen).

## Soorten
- Rugathanas borradailei (Coutière, 1903)
- Rugathanas verrucosus (Banner & Banner, 1960)